# گلنتون
گلنتون (به انگلیسی: Glanton) یک روستا و محله مدنی در بریتانیا است که در نورث‌آمبرلند واقع شده‌است. گلنتون ۲۳۹ نفر جمعیت دارد.